# لا يمكنك الحصول على ما تريد دائما

لا يمكنك الحصول على ما تريد دائمًا (رولنج ستونز) 1968

لا يمكنك الحصول على ما تريد دائمًا (بالإنجليزية: You Can't Always Get What You Want) أغنية لفريق الروك البريطاني رولينج ستونز من ألبومهم «دعها تنزف Let it bleed» لعام 1969 كتبها ميك جاغر وكيث ريتشاردز، وقد صنفتها مجلة رولينج ستون عام 2004 في المركز 100 على قائمة «أعظم 500 أغنية في كل العصور».

## تكوين وتسجيل الأغنية
قال ميك جاغر تعليقاً على كيفية كتابته للأغنية: «لا يمكنك الحصول على ما تريد دائما.. كانت شيئًا عزفته للتو على الجيتار الصوتي (اكوستك جيتار) أنها إحدى أغاني التي تأتيك في غرفة النوم... كانت لدي فكرة إضافة مع غناء كورال، ربما كورال الكنائس، وأضافتها على شريط نكون قد قمنا بتسجيله للأغنية».
تم تسجيل الأغنية يومي 16 و 17 نوفمبر 1968 في استوديوهات اوليمبك للصوتيات في لندن.
قال ريتشي أونتربيرغر من موقع "أول ميوزك": "يمكنك اعتماد ما قاله جون لينون عضو فريق البيتلز عن أصدقائه من فريق الرولنج ستونز حيث قال أن فريق رولينج ستونز كان قادر على نسخ ابتكارات البيتلز في غضون بضعة أشهر أو نحو ذلك، وأن أغنية "لا يمكنك الحصول على ما تريد دائمًا" هي نظير فريق رولينج ستونز لأغنية البيتلز "هاي جود"، وقال ميك جاغر في عام 1969: "لقد أحببت الطريقة التي نفذها فريق البيتلز في أغنية "هاي جود" لم تكن الأوركسترا لتغطي كل شيء فحسب، بل كانت شيئًا إضافيًا، قد نفعل شيئًا من هذا القبيل في الألبوم التالي".

## طاقم العزف والتسجيل
أعضاء فريق رولنج ستونز
ميك جاغر: غناء
كيث ريتشاردز: جيتار صوتي (اكوستك) وكهربائي - دعم غناء
بيل وايمان: جيتار باس
موسيقيون إضافيين
جوقة لندن باخ (قام جاك نيتشه بتوزيع الكورال)
آل كوبر: بيانو - أورج - قرن فرنسي
جيمي ميلر: طبول
روكي ديجون: كونجاس - ماراكاس - الدف
دعم غناء: مادلين بيل - نانيت وركمان -  دوريس تروي 

## معاني الأغنية
تدور الأغنية، في الأساس، حول كيف أن عدم تحقيق هدفك ليس بالضرورة خسارة لأنك ربما أنقذت نفسك من شيء سيء أو تعلمت درسًا. هذه هي الرسالة التي تصلنا مرات ومرات في الأغنية.
في المقطع الأول يرسم ميك صورة لإمرأة ولنفسه كرجل غير مقيد... شخص ما يشعر بالقلق أو التوتر لمقابلتها. قرب نهاية الأغنية، نرى نفس المرأة على أنها خادعة وشريرة - كيف أنها نوعًا ما تحمل هذا الدم وهذا الرجل الآخر بين يديها. لم يحصل ميك على الفتاة، لكنه حصل على ما يحتاج إليه «درس يمكن أن يكون المظهر خادعًا».
يوضح المقطع الثاني «الاحتجاج» وأنه بالرغم من أن المتظاهرين قد لا يحققون أهدافهم... فإنهم يغنون ويخرجون ما في صدورهم من إحباط. قد لا يحصلون على ما يريدون، لكنهم حصلوا على ما يحتاجون إليه، منصة للتعبير عن آرائهم.
المقطع الثالث نجد هذا الرجل جيمي ينتظر حبوبًا لإبقائه على قيد الحياة. يلتقي ميك معه ويشاركه مشروبًا حلوًا لتمضية الوقت. ميك «غنى أغنيته» حول الاستمتاع باللحظة لجيمي... إلى حيث يستجيب جيمي بشكل أساسي بأنه يحتاج إلى الحصول على هذه الحبوب للبقاء على قيد الحياة... ويرد ميك «لا يمكنك الحصول على ما تريد دائمًا».

## كلمات الأغنية
رأيتها اليوم في حفل الاستقبال I saw her today at the reception
كأس نبيذ في يدها A glass of wine in her hand
كنت أعلم أنها ستقابل صديقها I knew she would meet her connection
كان عند قدميها رجلها الطليق At her feet was her footloose man
لا، لا يمكنك الحصول على ما تريد دائمًا No, you can't always get what you want
ولكن إذا حاولت في وقت ما ستجد But if you try sometime you'll find
تأخذ ما تحتاجه You get what you need
نزلت إلى المظاهرة And I went down to the demonstration
للحصول على نصيبي العادل من سوء المعاملة To get my fair share of abuse
نغني، "سوف ننفس عن إحباطنا" Singing, "We're gonna vent our frustration
إذا لم نفعل ذلك، فسننفجر بقوة خمسين أمبير If we don't we're gonna blow a fifty-amp fuse"
غنيها لي Sing it to me, honey
لا يمكنك الحصول على ما تريد دائمًا You can't always get what you want
نزلت إلى صيدلية تشيلسي I went down to the Chelsea drugstore
للحصول على وصفتك الطبية To get your prescription filled
كنت أقف في الصف مع السيد جيمي I was standing in line with Mr. Jimmy
يا رجل، هل كان يبدو مريضًا جدًا؟ And, man, did he look pretty ill
قررنا أن نحتسي مشروب غازي We decided that we would have a soda
نكهتي المفضلة، الكرز الأحمر My favorite flavor, cherry red
غنيت أغنيتي للسيد جيمي I sung my song to Mr. Jimmy
نعم، وقال لي كلمة واحدة  «ميتة» "Yeah, and he said one word to me, and that was "dead
قلت له I said to him
لا يمكنك الحصول على ما تريد دائمًا، حسنًا لا You can't always get what you want, well no
رأيتها اليوم في حفل الاستقبال I saw her today at the reception
كان في كأسها رجل ينزف In her glass was a bleeding man
لقد تدربت في فن الخداع She was practiced at the art of deception
حسنًا، يمكنني أن أعرف من يديها الملطختين بالدماء، وأغني Well, I could tell by her blood-stained hands, sing it
لا يمكنك الحصول على ما تريد دائمًا، نعم You can't always get what you want, yeah

## استقبال الأغنية وتأثيرها
استخدم دونالد ترامب الأغنية في عام 2016، أثناء ظهوره في حملته الانتخابية خلال الانتخابات التمهيدية للحزب الجمهوري لعام 2016 والانتخابات الرئاسية، بالإضافة إلى خطاب القبول المتلفز على المستوى الوطني في المؤتمر الوطني للحزب الجمهوري في يوليو. بعد المؤتمر، أعلن فريق رولنج ستونز أنه لا يؤيد ترامب وطلب منه التوقف عن استخدام أغانيهم على الفور. تجاهل ترامب الطلب واستمر في استخدام الأغنية في التجمعات الانتخابية قبل وبعد انتخابات عام 2016. صرح ميك جاغر أن الفريق يجد الأغنية وكأنها لحن رئيسي للتجمعات الغريبة، ويعتبرها «نوع من قصيدة عذاب عن المخدرات في تشيلسي».
كتب موقع «أعظم الأغاني»: «بينما يبدو الأمر وكأنه شيء قد قاله كونفوشيوس، اتضح أن» لا يمكنك دائمًا الحصول على ما تريد«كان رولينج ستونز. أتخيل أن ميك جاغر كان لديه فكرة كبيرة عن العنوان وكانت الفكرة جيدًة لدرجة أنه أنشأ أغنية حولها».
ظهرت الأغنية في المركز 68 في كندا - في المركز 42 على قائمة هوت بيلبورد في الولايات المتحدة - في المركز 34 على قائمة مجلة كاش بوكس.
نالت جائزة الأسطوانة الفضية في المملكة المتحدة.

## وصلات خارجية
https://rollingstones.com/ لا يمكنك الحصول على ما تريد دائمًا
https://storyofsong.com/story/you-cant-always-get-want/ لا يمكنك الحصول على ما تريد دائمًا
https://www.songfacts.com/facts/the-rolling-stones/you-cant-always-get-what-you-want لا يمكنك الحصول على ما تريد دائمًا
https://americansongwriter.com/the-rolling-stones-cant-always-get-what-you-want-behind-the-song/ لا يمكنك الحصول على ما تريد دائمًا